# Лазаренко, Капиталина Андреевна
Капиталина Андреевна Лазаренко (ур. Шаманова; 13 февраля 1925 — 7 января 2007) — советская и российская певица. Народная артистка Российской Федерации (1994).

## Биография
Капиталина Андреевна Лазаренко (в девичестве Шаманова) родилась 13 февраля 1925 года в селе Танкеевка Бугульминского уезда Самарской губернии в семье простых крестьян. Родители пели в церковном хоре. Позже, когда семья переехала в Махачкалу и папу объявили врагом народа, ему припомнили и эти «церковные концерты». Не дожидаясь суда и верной ссылки, родители, прихватив дочку, бежали в горы. На Кавказе они скрывались больше года, пока не узнали, что обвинение снято.
При регистрации рождения получила имя в честь главного труда Карла Маркса — «Капитал».
В 1943 году окончила музыкальную школу в Махачкале, после чего участвовала в самодеятельности Дворца культуры рыбаков, пела перед сеансами в кинотеатрах. Затем пела в хоре Дагестанского радиокомитета. Вскоре по приглашению Литовского джаз-оркестра переехала в Москву (Вильнюс в это время был в немецкой оккупации), выступала под псевдонимом Кити Шимановская. Одновременно с выступлениями училась в Гнесинском училище.
Начала петь в Махачкале в полупрофессиональной эстрадной бригаде в 1941 году, главным образом в госпиталях. С 1942 года профессиональная певица, работала там же в Махачкале где участвовала в самодеятельности Дворца культуры рыбаков и параллельно прирабатывала в кинотеатрах — пела перед сеансами и в ресторанах.
Позже её пригласили в хор Дагестанского радиокомитета, где она впервые и получила свою трудовую книжку.
С 1945 года Лазаренко была солисткой эстрадного Литовского джаз-оркестра, с которым приехала в Москву (Вильнюс был в немецкой оккупации).
С 1946 года работала в ВГКО, участвовала в больших программах «Когда зажигают огни» и др.
В 1956 году стала солисткой оркестра Леонида Утёсова. С этим оркестром сделала свою первую запись на пластинку.

Школа Утёсова не могла не сказаться на дальнейшей творческой судьбе его учеников, и именно Утёсов сумел придать природному дарованию Капитолины Лазаренко четкие формы Мастерства. Мастерства с большой буквы.
— Евгений Петросян
Летом 1953 года Лазаренко появилась в эстрадных концертах на сцене московского театра «Эрмитаж», как солистка Государственного эстрадного оркестра РСФСР под управлением Леонида Утёсова. С выступлений в программах этого коллектива началась сольная исполнительская карьера певицы.
В первой программе оркестра, которая называлась «И в шутку и всерьёз», Лазаренко впервые исполнила песню «Гитана», которая долгие годы оставалась ее визитной карточкой. Первая ее пластинка, вышедшая осенью того же, 1953 года, состоявшая из двух песен этой программы, хорошо уже известной «Гитаны» и «Вальса», который принес в оркестр никому не известный композитор Фишкин, разошлась миллионными тиражами. Это было начало всесоюзного триумфа певицы. Высокая, красивая, статная женщина, умело держащаяся на сцене, и легко налаживающая контакт со зрителями, сразу полюбилась и стала равной среди известных и уважаемых мастеров эстрады.
В 1955 году в Польше, где был на гастролях утёсовский оркестр настоящий фурор произвела «Песня о Варшаве» Фельцмана. Оттуда же Лазаренко привезла «Вишневый сад».
После работы с Утёсовым Капиталина Лазаренко стала солисткой Эстрадного оркестра под управлением Эдди Рознера, где она работала вместе с Ниной Дордой.
Песня «Может быть» Эдди Рознера, написанная специально для Капиталины Лазаренко, в её исполнении настолько понравилась полякам, что они выпустили духи «Быть может…», которые обрели популярность в Советском Союзе.
С 1956 года выступала также с ансамблем Евгения Выставкина. Гастроли по стране, выступления по радио и телевидению, записи пластинок. Много хороших песен записано с этим ансамблем. Среди них «Не обижай меня», «Танцевать, танцевать», «Маленькие корабли», «Журавли» и многие другие. Капиталина Андреевна всегда с большой любовью вспоминала о работе с этим ансамблем.
В 1960-х годах выступала с пианистом Давидом Ашкенази. Это, по мнению самой Лазаренко, были самые лучшие годы её творческой деятельности. Певица и пианист очень легко находили общий творческий подход друг к другу, Ашкенази тонко чувствовал эмоциональное настроение певицы, каждая нота в его аккомпанементе чутко ловилась исполнительницей. Это было единое целое. Концерты проходили с огромнейшим успехом. Начинала певица с весёлых, зажигательных, танцевальных песен: «Чико-чико», «Беса ме мучо», «Гитана», «Танцевать так танцевать» и другие, также стала исполнять гражданские, патриотические, антивоенные песни: «Россия — Родина моя» В. Мурадели, «Заздравная» И. Дунаевского, «Письмо в Запорожье» Е. Жарковского, «Вернись на Волгу» П. Аедоницкого, «Могила неизвестного солдата» А. Двоскина и другие.
С 1965 года — солистка эстрады, выступала в сборных и с сольными концертами. В 1965 году с песней «Колдунья» (Л.Афанасьев — С.Гребенников, Н.Добронравов) приняла участие в фестивале советской эстрадной песни в Москве.
Продолжала выступать и в 90-е годы, голос её звучал по-прежнему молодо и сильно. В сольных концертах пела «Снег седины» Г. Пономаренко, «Посвящение Шукшину» Е. Птичкина «Погадай мне, кукушка» В. Темнова, «Седина» М. Табачникова, а также русские городские романсы: «Снова пою», «Две гитары», романсы Б. Прозоровского и другие.
Приходилось певице выступать и в Кремле. Сталин, например, любил старинные романсы, ведь его покойная жена Надежда Аллилуева их прекрасно пела, и потому Капитолина обычно не выходила за рамки увлечения вождя. При Хрущёве её репертуар был более разнообразным, ведь генсек, сам украинец, ей благоволил, часто говоря: «А ну, садись-ка рядышком, моя хохлушка!» Почему-то путал с национальностью мужа, к тому времени генерала Лазаренко, видимо, из-за фамилии.
С 1991 года периодически совместно с другими исполнителями 1950-х — 1970-х годов (Ириной Бржевской, Тамарой Миансаровой, Владимиром Трошиным) принимала участие в программах-ретро, посвящённых советской песне. Гастролировала в США.
В 1997 году с песней «Танго любви» приняла участие в телевизионной программе «Звёзды не гаснут».
Умерла 7 января 2007 года. Прощание с певицей состоялось 10 января в Центральном доме работников искусств (ЦДРИ) в Москве. Похоронена в Москве на Пятницком кладбище (28-й участок).

### Семья
Мать — Екатерина Петровна Шаманова (1898—1978).
Муж — В. С. Лазаренко (1913—1971), участник Великой Отечественной войны, генерал-майор артиллерии.
- сын[6].

## Творчество
Выступала на радио и на телевидении. Гастролировала по стране, а также в Польше (1955), США (1959).

### Дискография
Синглы
- «Вальс / Гитана» (1953)
- «Над Москвой-рекой / Счастью навстречу» (1954)
- «Пришла весна / Старый друг» (1955)
- «Песня Мейбл / Может быть» (1956)
- «Вишнёвый сад / Песня о Варшаве» (1956)
- «Танцевать, танцевать / Не обижай меня» (1956)
- «Московские бульвары / Огни, огни» (1957)
- «О тебе / Маленькие корабли» (1958)
- «Нет, так не бывает» (миниальбом) (1968)

Сборники
- 2005 «Костёр на снегу» («Мелодия») — записи 1960-х годов[4].
- 2006 «Вишневый сад» («Мелодия») — записи 1950-60-х годов.

## Награды
- Заслуженная артистка РСФСР (1976).
- Народная артистка Российской Федерации (1994) — за большие заслуги в области музыкального искусства